# ЛБ телефон
ЛБ телефони са локалном батеријом. Код фиксних телефона правило је да се напајање микротелефонске комбинације врши даљински из централе. Пошто струја у тзв локалној петљи треба да буде 24 мА, то је због подужног отпора бакарне жице ограничило удаљеност од Централе на око 1800 м. Наравно у случају да је проводник до претплатника дебљи од стандардних 0,4 мм могу се постићи и већа растојања.
Рани телефони нису имали напајање из централе већ се енергетски извор налазио поред или у телефону, у виду акумулатора или у телефону тзв. „локална“ батерија. 
Такође позив оваквих телефона се није слат из централе већ из самог телефона окретањем одговарајуће ручице на телефону - индукторима, што је изазивало појаву наизменичног напона на крајевима телефона и до 110 V!
Касније су се ЛБ телефони користили углавном у пољским условима дакле пре свега армија и сл.